# Julia (Programmiersprache)
Julia ist eine höhere Programmiersprache, die vor allem für numerisches und wissenschaftliches Rechnen entwickelt wurde und auch als Allzweck-Programmiersprache verwendet werden kann, bei gleichzeitiger Wahrung einer hohen Ausführungsgeschwindigkeit. Die Syntax erinnert stark an Matlab, wie auch an andere technische Programmiersprachen. Der Compiler wurde in C, C++ und Scheme geschrieben; die Standardbibliothek ist in Julia selbst geschrieben. Die Programmiersprache, deren Entwicklung 2009 begann, wurde im Februar 2012 als Open Source veröffentlicht.
Die Ausführungsgeschwindigkeit liegt im Bereich von C und Fortran, wodurch sich Julia gegenüber anderen wissenschaftlichen Sprachen wie MATLAB, GNU Octave oder R deutlich absetzt. Charakterisiert wird das Design der Sprache durch ein Typsystem, das parametrisierte Typen erlaubt, eine dynamische Programmierumgebung und Multimethoden als zentrales Paradigma. Julia erlaubt paralleles und verteiltes Ausführen von Programmen und den direkten Aufruf von C- und Fortran-Bibliotheken. Julia enthält standardmäßig einen Garbage Collector und effiziente Implementierungen für Operationen mit Gleitkommazahlen und zur linearen Algebra, zur Generierung von Zufallszahlen und zur Verarbeitung regulärer Ausdrücke.
Die Entwicklung erfolgte am MIT; Stefan Karpinski, Viral Shah und Jeff Bezanson erhielten dafür den J. H. Wilkinson Prize for Numerical Software für 2019. 
Mit Hilfe eines Pakets, das alle Julia-Funktionen unterstützt, kann zu ausführbaren Binärdateien kompiliert werden. Ein anderes Paket erzeugt besonders kleine ausführbare Binärdateien für Computer oder sogar Mikrocontroller mit 2 KB RAM. Diesen fehlt dann jedoch die Laufzeitumgebung und damit Funktionen wie der Garbage Collector und das Threading. Mit Binärpaketen muss aber kein Quellcode verteilt werden.
Die Visual Studio Code-Erweiterung von Julia bietet eine voll funktionsfähige integrierte Entwicklungsumgebung mit Unterstützung für Debugging, Linting und Profiling.

## Geschichte
Die Arbeit an Julia wurde 2009 von Jeff Bezanson, Stefan Karpinski, Viral B. Shah und Alan Edelman begonnen. Ziel war eine Höhere Programmiersprache mit hoher Ausführungsgeschwindigkeit als Open-Source-Projekt – so erklären es die Autoren 2012 im ersten Blogeintrag ihrer Website. Über den Namen Julia sagte Karpinski in einem Interview mit InfoWorld im April 2012: „Es gibt wirklich keinen guten Grund. Es schien einfach ein hübscher Name zu sein.“
In den Jahren seit dem Start von Julia pre-1.0 im Jahr 2012 ist die Community gewachsen. Das Julia-Paket-Ökosystem umfasst über 11,8 Millionen Codezeilen (einschließlich Dokumentation und Tests). Die JuliaCon University Conference für Julia-Benutzer und -Entwickler findet seit 2014 jährlich statt – 2021 mit über 43.000 Konferenzteilnehmern und über 300 Präsentationen, die kostenlos auf YouTube verfügbar sind.
Für die Entwicklung von Julia erhielten 2019 drei der vier Erstautoren den J. H. Wilkinson Prize for Numerical Software. Im gleichen Jahr wurde Alan Edelman, Professor für Angewandte Mathematik am MIT, der Sidney Fernbach Award zuerkannt, unter anderem für seine Beiträge zu Julia.
Julia 0.7 und Version 1.0 wurden am 8. August 2018 veröffentlicht.
Nach Julia 1.0 war Version 1.6 das größte Release.  Julia 1.9.0 wurde am 7. Mai 2023 veröffentlicht. Es bietet viele Verbesserungen, wie z. B. die Möglichkeit, Pakete in nativen Maschinencode vorzukompilieren (ältere Julia-Versionen bieten auch eine Vorkompilierung für Pakete, aber nur teilweise, nie vollständig in nativen Code, sodass diese früheren Versionen eine „First Use“-Strafe hatten und langsamer wurden, während auf die vollständige Kompilierung gewartet wurde). Vorkompilierte Pakete können seit Version 1.9 bei der ersten Verwendung bis zu hundertmal schneller sein (z. B. für CSV.jl und DataFrames.jl), und um die Vorkompilierung von Paketen zu verbessern, wurde ein neues Paket PrecompileTools.jl eingeführt. Julia 1.10.0 wurde am 25. Dezember 2023 (und das Update Julia 1.10.5 am 27. August 2024) mit vielen neuen Funktionen veröffentlicht, z. B. parallele Garbage Collection, verbesserte Paketladezeiten und ein neuer Parser mit besseren Fehlermeldungen und verbesserter Stacktrace-Darstellung.
Julia 1.11.0 wurde am 7. Oktober 2024 veröffentlicht (stabiles Release), und damit wurde 1.10.5 die nächste Version mit Langzeitunterstützung (LTS. e. Long Term Support) (d. h. dies sind die einzigen beiden unterstützten Versionen), und 1.6 ist keine LTS-Version mehr. Das aktuelle stabile Release ist die Version 1.11.5 vom 14. April 2025.
Viel kleinere binäre ausführbare Dateien sind mit juliac möglich, das nur in der kommenden Julia 1.12 (der aktuellen „Nightly“-Version) verfügbar ist.

### JuliaCon
Seit 2014 veranstaltet die Julia Community eine jährliche Julia-Konferenz, die sich auf Entwickler und Benutzer konzentriert. Die erste JuliaCon fand in Chicago statt und gab den Startschuss für die jährliche Veranstaltung der Konferenz. Seit 2014 findet die Konferenz an verschiedenen Orten statt, darunter das MIT und die University of Maryland, Baltimore. Das Veranstaltungspublikum ist während der JuliaCon 2020, die virtuell stattfand, von einigen Dutzend Personen auf über 28.900 einzelne Teilnehmer angewachsen. Die JuliaCon 2021 fand auch virtuell statt mit Keynote-Vorträgen von Professor William Kahan (dem Hauptarchitekten des IEEE 754-Gleitkommastandards, um den es in seiner Keynote geht, den praktisch alle CPUs und Sprachen verwenden, einschließlich Julia), und Jan Vitek, Xiaoye Sherry Li und Soumith Chintala (Mitschöpfer von PyTorch). JuliaCon wuchs auf 43.000 einzelne Teilnehmer und mehr als 300 Präsentationen (immer noch frei zugänglich, plus für ältere Jahre).

### Firma Julia
JuliaHub, Inc. wurde 2015 als Julia Computing, Inc. von Viral B. Shah, Deepak Vinchhi, Alan Edelman, Jeff Bezanson, Stefan Karpinski und Keno Fischer gegründet.

## Eigenschaften
Die offizielle Website stellt folgende Eigenschaften als wichtig heraus:
- Multimethoden können das Verhalten von Funktionen durch Kombination der Argumenttypen bestimmen
- Typen können mit Hilfe des dynamischen Typsystems zur Laufzeit erzeugt werden
- Gute Performance, die im Bereich von statisch typisierten Sprachen wie C liegt
- Integrierte Paketverwaltung
- Lisp-ähnliche Makros und weitere Bestandteile der Metaprogrammierung
- Aufruf von Python-Funktionen durch die Verwendung des Pakets PythonCall[11][12]
- Direkter Aufruf von C-Funktionen, ohne Wrapper oder spezielle Programmierschnittstellen zu benötigen
- Mächtige Shell-ähnliche Möglichkeiten, um andere Prozesse zu verwalten
- Entwickelt für parallele Programmierung und verteiltes Rechnen
- Koroutinen erlauben leichtgewichtiges grünes Multithreading
- Benutzerdefinierte Typen sind so schnell wie eingebaute Typen
- Automatische Generierung von effizientem, spezialisiertem Code für unterschiedliche Argumententypen
- Elegante und erweiterbare Konvertierung und Typumwandlung für numerische und andere Typen
- Unicode wird effizient unterstützt, unter anderem UTF-8

Julia wurde stark von Lisp-Dialekten, in erster Linie Scheme und Common Lisp, beeinflusst und hat Gemeinsamkeiten mit Sprachen, die ebenfalls Multimethoden unterstützen. Dazu zählen Dylan, mit einer ALGOL-ähnlichen Syntax statt der Lisp-ähnlichen polnischen Notation, und Fortress, mit umfangreichem parametrischem Typ-System. CLOS erweitert Common Lisp um Multimethoden.
In Julia, Dylan und Fortress ist die Multimethode der Standard und die eingebauten Funktionen sind gänzlich generisch und erweiterbar. In Dylan werden Multimethoden genauso grundlegend behandelt wie in Julia: Sämtliche benutzerdefinierte Funktionen und eingebaute mathematische Operatoren wie die Addition mit + sind generisch. Dylans Typsystem unterstützt jedoch nicht vollständig parametrische Typen, was sich eher in von ML abstammenden Sprachen findet. Standardmäßig unterstützt CLOS keine parametrischen Typen für Multimethoden; dies muss durch das Metaobject Protocol hinzugefügt werden. Fortress erlaubt wie Julia parametrische Typen für Multimethoden, jedoch ist Fortress im Gegensatz zu Julia statisch typisiert, sodass Kompilierung und Ausführung in getrennten Phasen stattfinden. Die Tabelle fasst diese Eigenschaften zusammen:
| Sprache     | Typ-System | Multimethoden | Parametrische Typen                |
| ----------- | ---------- | ------------- | ---------------------------------- |
| Julia       | dynamisch  | Standard      | ja                                 |
| Common Lisp | dynamisch  | optional      | partiell (nicht für Multimethoden) |
| Dylan       | dynamisch  | Standard      | partiell (nicht für Multimethoden) |
| Fortress    | statisch   | Standard      | ja                                 |

Standardmäßig muss die Julia-Laufzeit vorinstalliert sein, da vom Benutzer bereitgestellter Quellcode ausgeführt wird. Alternativ kann eine eigenständige ausführbare Datei, die keinen Julia-Quellcode benötigt, mittels PackageCompiler.jl erstellt werden.

## Benutzerinteraktion
Julia enthält standardmäßig ein interaktives Kommandozeilenprogramm REPL (Read–eval–print loop), das zum Experimentieren und schnellen Testen von Code verwendet werden kann. Ein Beispielausschnitt aus dem REPL ist:
```
julia> p(x) = 2x^2 + 1; f(x, y) = 1 + 2p(x)y
julia> println("Hallo Welt!", " Ich bin auf Wolke ", f(1, 1), ", da Julia erkennbare Syntax unterstützt!")

```

Das REPL gibt dem Benutzer Zugriff auf die System-Shell und stellt einen Hilfemodus zur Verfügung, indem ; oder ?, dem Kommando vorangestellt, nach der Eingabeaufforderung eingegeben werden. REPL speichert die Chronik aus eingegebenen Kommandos und solchen zwischen Sitzungen. Außerdem liefert es Codebeispiele, die direkt in REPL eingegeben oder in einer separaten Datei mit einer .jl-Endung gespeichert und anschließend durch $ julia <filename> in der System-Shell aufgerufen werden können.

## Paketmanager
Julia hat einen integrierten Paketmanager und enthält ein Standardregistrierungssystem. Pakete werden meistens als Quellcode verteilt, der auf GitHub gehostet wird, obwohl auch Alternativen genauso gut verwendet werden können. Pakete können unter Verwendung von Artefakten auch als Binärdateien installiert werden. Julias Paketmanager wird zum Abfragen und Kompilieren von Paketen sowie zum Verwalten von Umgebungen verwendet. Es werden föderierte Paketregistrierungen unterstützt, sodass andere Registrierungen als die offiziellen lokal hinzugefügt werden können.
Wenn Sie ein Paket interaktiv aus der REPL verwenden, werden Sie automatisch gefragt, ob Sie das Paket installieren möchten. Alternativ können Pakete (eines oder mehrere) installiert werden, indem Sie zuerst die Pkg REPL eingeben, indem Sie aus der Julia REPL drücken und z. B. Folgendes tun:
```
(@v1.9) pkg> JSON StaticArrays

```

## Verwendung mit anderen Sprachen
Viele Pakete sind verfügbar, um andere Sprachen innerhalb von Julia aufzurufen. Beispielsweise ist das Paket JavaCall verfügbar, um Java

von Julia aus aufzurufen, Mathematica, um Mathematica aufzurufen, das Aufrufen von Rust ist möglich, und node-julia erlaubt  JavaScript/node.js die Verwendung für asynchrone (Web-)Server. Für PHP, Perl und andere Sprachen, erlaubt Polyglot einen transparenten Fernaufruf und rekursive Auswertung von Funktionen in anderen Sprachen, so als wären sie reguläre Julia-Funktionen. Es ermöglicht anderen Sprachen, Julia-Funktionen so zu verwenden, als wären sie in der anderen Sprache geschrieben.

Mit Polyglot.jl hat Julia ebenfalls native und Wrapper-Pakete für symbolische Mathematik.
Standardmäßig unterstützt Julia UTF-8, jedoch können die optionalen Pakete ICU, ein Wrapper für International Components for Unicode und UnicodeExtras für eine erweiterte Unicodeunterstützung verwendet werden. Außerdem ist für die Erstellung und das Arbeiten mit Browserfenstern das Paket Blink verfügbar.
Für Julia gibt es Wrapper-Bibliotheken, um mit grafischen Benutzeroberflächen zu arbeiten, wie beispielsweise das (zumindest für Linux, Windows und macOS) plattformunabhängige GTK, Qt, Tk oder JGUI, der die Unterschiede der vorherigen verbirgt und das verwendet, was verfügbar ist.
Es gibt zahlreiche einzelne SQL- oder NoSQL-Datenbankenschnittstellen und das generische ODBC für datenbankübergreifenden Zugriff.
Während Julia standardmäßig Eager Evaluation (frühe Auswertung) verwendet, liefert das Lazy -Paket Grundlagen für funktionales Programmieren – Lazily-evaluated-Listen und eine große Bibliothek von Funktionen, um mit diesen zu arbeiten.

## Verwendung für Statistik- und Datenanalyse
Julia wurde mit dem Ziel erschaffen, so einfach für Statistik zu sein wie R es ist.
Für den Fall, dass Julia Statistikfunktionen fehlen, die in R verfügbar sind, stehen die Pakete RCall und Rif zur Verfügung, und für den umgekehrten Fall RJulia, um Julia von R aufzurufen.
Gadfly ermöglicht es, in Julia statistische Grafiken zu erstellen. Um mit Verteilungen zu arbeiten, gibt es das Paket Distributions.
Ohne eine gemeinsame Verwendung mit R existiert Rmath in Julia. Rmath ist eine Bibliothek von R, die einfache statistische Funktionen enthält. Julia verwendet eine gepatchte Version von Rmath, die dSFMT (double precision SIMD-oriented Fast Mersenne-Twister) als zu Grunde liegenden Zufallszahlengenerator für schnellere normalverteilte Zufallszahlen nutzt.

## Anzeige von Assemblercode
Die kompilierte Assemblersprache lässt sich für jede gerade erst eingegebene Funktion anzeigen. Selbst für eingebaute Funktionen wie den Additionsoperator + ist dies möglich. Bei Operatoren wie + handelt es sich in Julia ebenso lediglich um Funktionen, was durch syntaktischen Zucker ermöglicht wird:
```
julia> code_native(+, (Float64, Float64))

```

```
	
.text

Filename:
 
float.jl

Source
 
line
:
 
120

	
push
	
RBP

	
mov
	
RBP
,
 
RSP

Source
 
line
:
 
120

	
addsd
	
XMM0
,
 
XMM1

	
pop
	
RBP

	
ret

```

## Implementierung
Der Kern von Julia wurde in C und C++ implementiert, der Parser in Scheme (femtolisp), außerdem wurde das LLVM-Compilerframework dazu verwendet, optimierten 64-Bit- oder 32-Bit-Maschinencode Just-in-time (JIT) zu generieren. Abgesehen von wenigen Ausnahmen (wie libuv) wurde die Standardbibliothek in Julia selbst geschrieben. Die Ausführungsgeschwindigkeit von Julia ist besonders hoch im Vergleich zu Sprachen, die ähnliche Zwecke erfüllen. Optimierter C-Code ist meist höchstens doppelt so schnell wie Julia-Code, sodass Julia-Code eine Größenordnung schneller ausgeführt wird als Python- oder R-Code.
Die Entwicklung von Julia begann 2009, eine Open-Source-Version wurde im Februar 2012 veröffentlicht.
Julia verwendet einen Mark-and-Sweep-Garbage-Collector zur Speicherbereinigung. Für hochperformante Zahlenverarbeitung stellt diese Wahl kein Problem dar. Bei Berechnungen in Echtzeit, wie etwa bei Audioverarbeitung, kann eine inkrementelle Implementierung des Garbage Collectors deutlich bessere Ausführungsgeschwindigkeit liefern.
Im November 2015 wurde bekannt, dass die Gordon-und-Betty-Moore-Stiftung 600.000 US-Dollar für die Entwicklung der Sprache gespendet hatte, um so Version 1.0 zu erreichen.
Am 8. August 2018 wurde die Version 1.0.0 veröffentlicht.

## Aktuelle und geplante Plattformen
Auch wenn Julia-JIT die LLVM verwendet (MCJIT der LLVM), wird nativer Maschinencode generiert, sobald eine Funktion erstmals ausgeführt wird. Im Gegensatz zu Java oder Dalvik wird in Julia kein in einer virtuellen Maschine laufender Bytecode generiert.
Aktuell gut unterstützt (Tier 1) werden neuere x86- und ältere i386-Prozessorarchitekturen, zusätzlich in Linux die 64-Bit ARMv8 und die 64-Bit Nvidia PTX.
Von einigen Tests ist bekannt, dass sie fehlschlagen, und Stacktraces sind nicht verfügbar mit Alpha-Unterstützung für den Raspberry Pi 1 und Pi 2 jedoch startet Julia [auf ARMv7] Samsung Chromebook […] ohne Probleme.

### Einbindung in andere Sprachen
Die Julia-C-API erlaubt es, Julias gesamte Laufzeitumgebung inklusive Bibliotheken innerhalb von C-Programmen auszuführen, ohne Daten kopieren zu müssen. Sprachen, die C aufrufen können, werden unterstützt (solange die CPU von allen drei Umgebungen unterstützt wird), wie beispielsweise C++, möglicherweise C# (für C# unter Windows 8.1 ist Version 0.4 nötig). Außerdem wird Python unterstützt, wobei Aufrufe, auch rekursive, in beide Richtungen möglich sind. Für Sprachen, die Ausnahmen unterstützen, können Ausnahmen in Julia abgefangen und in der Zielsprache erneut geworfen werden (in C, das keine Ausnahmen unterstützt, müssen diese in Julia abgefangen und behandelt werden).
Es gibt eine Bibliothek, die C++ direkt aufruft, ohne C zu verwenden, und so Name-Mangling vermeidet. So können auch Methoden zum Einsatz kommen, die auf sogenannte Staged Functions angewiesen sind; dies ist jedoch erst ab Version 0.4.0-dev möglich.
Ein Compiler nach JavaScript, der die Ausführung im Browser erlaubt, befindet sich in Entwicklung.

## Alternativen
Die älteste Alternative zu Julia und gleichzeitig eines der Vorbilder ist Matlab, eine Sprache und Desktop-Umgebung, die seit 1984 kommerziell von MathWorks entwickelt und vertrieben wird.
Da die Routinen für lineare Algebra in Julia auf den quelloffenen Fortran-Bibliotheken LAPACK und BLAS basieren, existieren mehrere Alternativen zu diesen Aufgabenbereichen mit gleicher numerischer Qualität. Vom französischen INRIA (Institut National de Recherche en Informatique et en Automatique) stammt Scilab/Xcos. Im Rahmen des GNU-Projektes ist GNU Octave entstanden. Ein weiteres Beispiel ist das Softwarepaket FreeMat.
NumPy und Matplotlib sind Python-Bibliotheken, die Python um wissenschaftliches Rechnen und Analysefunktionen erweitern. NumPy basiert ebenfalls auf LAPACK und BLAS.
Zwei weitere Alternativen sind die JVM-basierte Programmiersprache Scala (mit der Programmbibliothek ND4S) und ILNumerics, das auf das .Net-Framework aufsetzt.
Die größeren Computeralgebrasysteme wie Maple und Mathematica sind vor allem für symbolische Berechnungen gedacht und enthalten numerische Algorithmen.